# Salpingitis ístmica nodosa
La salpingitis ístmica nodosa, también conocida como perisalpingitis ístmica nodosa es un engrosamiento nodular de la porción ístmica de las trompas de Falopio, de etiología mal conocida, que algunos clínicos identifican como endometriosis.  Se considera una alteración irreversible y progresiva.

## Causas
Como se ha mencionado, la etiología a veces no es clara. Puede estar causada por infección y se postula como la causa más probable un origen inflamatorio. Esta inflamación lleva a la formación de nódulos con inclusiones epidérmicas.

## Frecuencia
Se trata de un hallazgo infrecuente en las trompas sanas (0,6%), pero no tanto en los casos de embarazo ectópico (2,86%) y es muy frecuente (57%) si éste embarazo ectópico es ístmico. Esto se explica por la menor frecuencia de esta localización ectópica y por la ubicación de dicha patología.

## Consecuencias de la salpingitis ístmica nodosa
Esta patología causa infertilidad y aumento del número de embarazos ectópicos.

## Diagnóstico
Como cualquier causa tubárica que produce infertilidad, esta patología puede diagnosticarse mediante histerosalpingografía. Mediante esta radiografía del útero y las trompas y ante una salpingitis ístmica nodosa podremos detectar en la imagen radiológica unas formaciones diverticulares que afectan a la parte proximal de las trompas, que puede estar asociado o no a obstrucción tubárica.